# NGC 6737
NGC 6737 est un amas ouvert, situé dans la constellation du Sagittaire. Il a été découvert par l'astronome britannique John Herschel en 1830.
On trouve très peu de données pour cet amas qui est d'ailleurs considéré comme un groupe d'étoiles par Wolfgang Steinicke et par le professeur Seligman,.